# Ghiyath al-Din Muhammad I
Ghiyath al-Din Muhammad I (morto nell'ottobre del 1365) fu il secondo sultano degli Eretnidi, nell'Anatolia centrale e orientale, regnando dal 1352 fino alla sua morte.
Fu messo sul trono in giovane età e lottò per mantenere la sua autorità sullo stato fondato da suo padre, Eretna. Sebbene inizialmente fosse preferito al fratello maggiore Jafar, Muhammad fu detronizzato dai suoi emiri all'inizio del suo regno e sostituito dal fratello.
Dopo un certo periodo in esilio, ritornò, ripristinò il trono e uccise il fratello. Tuttavia, durante il suo regno, dovette affrontare ribellioni e perdette territori a favore dei signori turcomanni locali, dei Dulkadiridi e degli Ottomani . Dopo aver posto fine alla rivolta del suo ex visir Khoja Ali Shah ed essere tornato nella capitale, Kayseri, Muhammad fu assassinato dai suoi emiri, che incoronarono suo figlio Ali come nuovo sultano.

## Giovinezza
Muhammad nacque da Eretna e Isfahan Shah Khatun. Sua madre, Isfahan Shah Khatun, era una parente del sovrano Jalayiride Hasan Buzurg . Il padre di Muhammad, Eretna, era un ufficiale di origine uigura inizialmente al servizio di Chupan e di suo figlio Timurtash. Si trasferì in Anatolia dopo la nomina di Timurtash a governatore ilkhanide locale e prese parte alle sue campagne per sottomettere i capi turcomanni della periferia occidentale della penisola. La situazione fu interrotta dalla caduta di Timurtash, dopo la quale Eretna si nascose. Dopo lo scioglimento dell'Ilkhanato, si schierò con Hasan Buzurg, che alla fine lasciò l'Anatolia per governare Eretna quando tornò a est per scontrarsi con i rivali Chobanidi e altri signori mongoli. In seguito Eretna cercò il riconoscimento in Egitto del sultanato mamelucco per consolidare il suo potere, mantenendo un delicato equilibrio, alternando la sua fedeltà tra i mamelucchi e i mongoli. Nel 1343 dichiarò l'indipendenza come sultano dei suoi domini. Il suo regno fu ampiamente descritto come prospero grazie ai suoi sforzi per mantenere l'ordine nel suo regno, tanto che era conosciuto come Köse Peyghamber (in italiano: Profeta senza barba). Eretna morì nel 1352.

## Ascesa al trono e primo regno
Muhammad stava studiando a Konya quando suo padre morì. Era apprezzato dalla maggior parte degli emiri di Eretna e, dopo la morte del padre, il visir di Eretna Khoja Ali Shah, invitò segretamente Muhammad a Kayseri per diventare il nuovo sultano, sebbene il fratello maggiore di Muhammad, Jafar, risiedesse già lì. Jafar venne imprigionato da Muhammad per qualche tempo, ma riuscì poi a fuggire in Egitto. Tuttavia, il governo di Muhammad non ebbe successo, perché si comportò in modo dissoluto e trattò ingiustamente i suoi fratelli.
Fin da giovane, l'autorità passò nelle mani dei suoi emiri. Le tribù turcomanne presero il controllo della regione di Canik . Uzunçarşılı, 1968 Sebbene i Dulkadiridi a sud avessero ampliato i loro confini a spese degli Eretnidi, il Bey dulqadiride Zayn al-Din Qaraja cercò presto protezione presso la corte di Muhammad, fuggendo dai Mamelucchi, che si stavano preparando a processarlo per la ribellione che aveva guidato. Il 22 settembre 1353, Muhammad deportò Qarāja ad Aleppo, controllata dai Mamelucchi, in cambio del pagamento di 500 mila dinari da parte dei Mamelucchi, che in seguito avrebbero trasportato Qarāja al Cairo per la sua esecuzione. Questa azione non influenzò il destino di Muhammad, poiché fu deposto dai suoi emiri nel 1354, in favore del suo fratellastro Jafar, che regnò per un anno (fino al 1355).

## Secondo regno e morte
Dopo aver perso il trono a favore del fratellastro, Muhammad fuggì a Konya, che era stata riconquistata dai Karamanidi, e si spostò poi verso nord, a Sivas. Il governatore di Sivas, Ibn Kurd, lo riconobbe come legittimo e lo aiutò a ristabilire il suo governo. Uzunçarşılı, 1968 Nell'aprile del 1355, Muhammad affrontò Jafar nella battaglia di Yalnızgöz. Göde, 1995 Raggiunse quindi un accordo con il visir Ali Khoja e uccise Jafar, riprendendosi il suo potere.
Nel 1361, come rappresaglia per un'incursione dei Tatari della trubù Chavdar, il sovrano ottomano Murad I catturò il castello di Ankara dagli Eretnidi. Nel settembre del 1362, Muhammad si alleò con i Dulqadiridi in una campagna congiunta che scacciò con successo i Mamelucchi da Malatya. Il governatore mamelucco di Damasco, Yalbugha, e il suo esercito di 24.000 uomini marciarono verso nord e razziarono le terre degli Eretnidi e dei Dulqadiridi. Tuttavia, questo sforzo non permise di ristabilire il controllo mamelucco.
Secondo lo storico Kemal Göde, Muhammad ritornò in conflitto con Khoja Ali Shah, che uccise vicino a Zamantu il 30 maggio 1358. Ciò si discosta dal precedente lavoro di İsmail Hakkı Uzunçarşılı, il quale spiega che Khoja Ali Shah guidò una rivolta contro Muhammad nel 1364 e marciò verso Kayseri. Muhammad fu sconfitto e dovette chiedere aiuto al sultano mamelucco Al-Kamil Sha'ban . Su decreto del sultano mamelucco, il governatore di Aleppo inviò le sue forze in aiuto di Muhammad, con le quali sottomise e giustiziò Khoja Ali Shah nel 1365.
Poco dopo, nell'ottobre del 1365, altri emiri che volevano preservare la loro autonomia, come Hajji Shadgeldi e Hajji Ibrahim, uccisero Muhammad a Kayseri, prima che potesse rafforzare la sua autorità, e incoronarono suo figlio Ali . Intorno a quel periodo, la parte orientale del regno, comprendente Erzincan, Erzurum e Bayburt, era passata sotto il governo di una figura locale, Ahi Ayna. Sebbene İsmail Hakkı Uzunçarşılı abbia stimato che l'età di Muhammad fosse di circa 25 anni quando morì, ciò contraddice la convinzione che suo figlio Ali avesse 13 anni al momento della sua ascesa al trono.

## Famiglia
Dopo l'assassinio di Muhammad, gli successe il figlio Ala al-Din Ali. Secondo l'opera di storia commissionata dai Karamanidi, Karamanname, Muhammad aveva anche un figlio maggiore di nome Eretna. Fu, ad un certo punto, dichiarato sovrano, ma venne sconfitto e imprigionato dai Karamanidi. Dopo aver detenuto il trono per qualche tempo, fu infine ucciso da Ala al-Din di Karaman. Eretna ebbe due figli chiamati Esenbogha e Ghazi, il primo dei quali si dice abbia una tomba a Niğde . Tuttavia, i dettagli sulla sua vita non sono menzionati da nessuna fonte di quell'epoca al di fuori del Karamanname.